# José Rogelio Buendía
José Rogelio Buendía Muñoz (Huelva, 19 de diciembre de 1928-Madrid, 2019) fue un historiador del arte español.

## Biografía
Nacido en 1928 en Huelva, era hijo de Rogelio Buendía Manzano, médico y poeta, y de María Luisa Muñoz de Vargas, poeta. Por razones de la posguerra cursó el bachillerato entre el Instituto La Rábida de Huelva, el Colegio de la Asunción de Elche y el Instituto Ramiro Maeztu, de Madrid.
Sus primeros estudios fueron de Derecho en la Universidad de Madrid, licenciándose también en Filosofía y Letras, Sección de Historia, en la misma universidad en el 1958, consiguiendo Premio Extraordinario en la Tesis de Licenciatura sobre Los primeros retablos españoles. En esta misma universidad leyó la tesis doctoral en el curso 1963-1964, bajo la dirección de José Camón Aznar, con el tema Los orígenes y evolución de los primeros retablos españoles. Para la preparación de la tesis le fue concedida una bolsa de estudios por la Fundación Lázaro Galdiano para trasladarse a Italia. Además de su formación con Camón Aznar, debió su formación a Francisco Javier Sánchez Cantón y a Diego Angulo Íñiguez, con quienes cursó en la Facultad de Filosofía y Letras de Madrid los cursos primero y quinto de carrera.
Fue profesor en la Universidad de Navarra (1959-1967), profesor agregado de Arte General, por oposición, en la Universidad Complutense de Madrid (1967-1974), catedrático de la Universidad de La Laguna (1974-1976), catedrático de la Universidad de Barcelona de Arte Antiguo y Medio (1976-1982), en la que fue vicedecano, y catedrático de Historia del Arte de la Universidad Autónoma de Madrid (1982-1996), en la que fue jefe de departamento. Impartió cursos para extranjeros en la Universidad de Santander, Cultura Hispánica e ICE. Falleció en Madrid en 2019.
Entre sus libros en solitario el más significativo fue El Prado Básico (1973). En colaboración con otros autores —Santiago Sebastián y Concepción García Gainza—, escribió los capítulos dedicados a nuestra “Pintura del siglo XVI”, en el volumen III del Arte Hispánico (1980); con Joan Sureda, en el volumen VI, de La Historia del Arte Español, se ocupa del capítulo “La España Imperial. Renacimiento y Humanismo” (1995); con Ismael Gutiérrez Pastor, escribe sobre la Vida y obra de Mateo Cerezo (1986) y en el volumen XXXIV, del Summa Artis, junto a Julián Gállego, se ocupa del capítulo “La Pintura en Norteamérica” (1990). En Historia 16, escribe sobre Neoclasicismo y Romanticismo (1992). Otros textos suyos fueron Las claves de arte manierista (1986); El Greco (1988) y Velázquez (1991), en colaboración con Ana Ávila.
Su aportación al estudio de la pintura española destaca especialmente en el periodo barroco y Goya. Entre sus publicaciones sobre estas materias puede destacarse su interés por el pintor Escalante, determinando el estilo y las características del pintor en los siguientes artículos: “Escalantes inéditos en El Escorial”, en el Simposio del Departamento de Historia del Arte Diego Velázquez, en 1987; “Sobre Escalante”, en Archivo Español de Arte, 1970; “Recordatorio de Escalante en los trescientos años de su muerte”, también en Archivo Español de Arte, 1970. En el Boletín del Museo Camón Aznar (1980), publicó un artículo sobre “José Antolínez, pintor de mitologías”. Respecto a Goya, que ocupó buena parte de su investigación, se puede mencionar la publicación, en 1986, del Catálogo de la exposición Goya joven y su entorno (1746-1776), en el Instituto Camón Aznar, de Zaragoza. En la Revista Goya, en 1981, publicó, con J. L. Morales y Marín, “Dos cuadros de Francisco de Goya”; en Archivo Español de Arte, en 1984, en colaboración con J. M. Arnáiz, “Aportación al Goya Joven”; en la Revista de Ideas Estéticas, en 1955, “Goya, Watteau y el Sueño de la Inconstancia” y, en el Congreso de Historia del Arte Español, celebrado en Valladolid, en 1978, la ponencia “Influencias de Corrado Giaquinto en Goya y su entorno”. “La crisis de la pintura española de la postguerra civil y la reacción Informalista” se publicó en el Coloquio de los XXV años de la fundación del CSIC, del Departamento de Historia del Arte Diego Velázquez, en 1968. Escribió sobre otros pintores como Zurbarán, Lanchares, Guayasamín y Braque.